# Колчин, Борис Александрович
Бори́с Алекса́ндрович Ко́лчин (10 июня 1914, Сормово (ныне район Нижнего Новгорода) — 11 января 1984, Москва) — советский историк и археолог. Доктор исторических наук (1964), профессор. Работал в Институте археологии АН СССР (зав. лабораторией естественнонаучных методов). Лауреат Государственной (1970) и Ленинской (1984, посмертно) премии. Основной круг научных интересов — археологическая металлография и дендрохронология (преимущественно по материалам Новгородской археологической экспедиции). Автор около 140 научных работ.

## Биография
Получил техническое образование и в 1930—1935 годах работал чертежником-конструктором. В 1935 году поступил на исторический факультет МГУ. В 1941 году окончил исторический факультет МГУ (научный руководитель А. В. Арциховский).
30 июня 1941 года, после начала Великой Отечественной войны, был призван в армию и по июль 1942 года воевал рядовым на Юго-Западном фронте. За пребывание на оккупированной территории с октября 1942 по лето 1945 года находился в Интинском ИТЛ (Коми АССР).
В 1946 году поступил в аспирантуру ИИМК АН СССР, в 1950 году защитил кандидатскую диссертацию «Черная металлургия и металлообработка в древней Руси», в 1961 году — докторскую «Дендрохронология Новгорода». С 1949 года и до момента смерти работал в ИА АН СССР.
Научная жизнь Б. А. Колчина неразрывно связана с работой в Новгородской археологической экспедиции в работе которой он принимал участие с 1947 по 1983 год, являясь одним из основных руководителей. В 1947—1948 годах руководил одним из раскопов на Ярославовом дворище. С 1952 года и до конца своей жизни исполнял обязанности зам. начальника экспедиции НАЭ. Был инициатором внедрения технических средств при производстве археологических работ. Здесь он испытывал физические и химические методы исследования металла, проводил опыты по моделированию древних металлургических процессов, начал обширную программу по применению дендрохронологического датирования. Именно с его именем связано широкое применение естественно-научных методов при обработке и анализе археологического материала (металлография, спектральный анализ, дендрохронология). Б. А. Колчин являлся крупным организатором советской археологической науки, внёс значительные усовершенствования в методику ведения полевых археологических работ в городском культурном слое.
Важными достижениями Б. А. Колчина были: создание Лаборатории естественнонаучных методов при Институте археологии АН СССР, организация Всесоюзного совещания по применению новых методов в археологии (1963) и археологической секции при Московском обществе испытателей природы (1970-е годы).
Научные интересы Колчина были направлены на изучение новгородского ремесла и хронологии древностей.
Соавтор отчетов НАЭ за 1952—1983 годы, автор девяти монографий и более 140 научных работ.

## Основные работы
Книги
- Обработка железа в Московском государстве в XVI в. // Материалы и исследования по археологии СССР; Материалы и исследования по археологии Москвы, т. II, № 12. М.—Л., 1949.
- Чёрная металлургия и металлообработка в Древней Руси (домонгольский период) // Материалы и исследования по археологии СССР. № 32. М., 1953.
- Топография, стратиграфия и хронология Неревского раскопа // Материалы и исследования по археологии СССР № 55. М., 1956;
- Железообрабатывающее производство Новгорода Великого // Материалы и исследования по археологии СССР. № 65. М., 1959;
- Дендрохронология Новгорода. Материалы и исследования по археологии СССР. № 117. М., 1963;
- Дендрохронология построек. Материалы и исследования по археологии СССР. № 123. М., 1963;
- Новгородские древности. Деревянные изделия. САИ. Вып. Е1-55. М., 1968;
- Новгородские древности. Резное дерево. САИ. Вып. Е1-55. М., 1971;
- Колчин Б. А., Черных Н. Б. Дендрохронология Восточной Европы: абсолютные дендрохронологические шкалы с 788 по 1980 г. — М.: Наука, 1977. Фрагмент из книги
- Колчин Б. А., Хорошев А. С., Янин В. Л. Усадьба новгородского художника XII в. М., 1981;
- Колчин Б. А., Янин В. Л., Ямщиков С. В. Древний Новгород. Прикладное искусство и археология.— М.: Искусство, 1985.

Статьи
- Мастерство древнерусских кузнецов // По следам древних культур. Древняя Русь. М., 1953;
- Русский феодальный город Великий Новгород // Советская археология. 1957. № 3;
- Хронология новгородских древностей // Советская археология. 1958. № 2;
- Дендрохронология Новгорода // Советская археология. 1962. № 1;
- Новгородская археологическая экспедиция (Организация и методика полевых работ в городе) (в соавторстве с В. Л. Яниным) // Новое в археологии. Сборник, посвященный 70-летию А. В. Арциховского. М., 1972;
- Колчин Б. А., Шер Я. А. Абсолютное датирование в археологии Архивная копия от 8 января 2020 на Wayback Machine // Проблемы абсолютного датирования в археологии.— М.: Наука, 1972.
- Колчин Б. А., Черных Н. Б. Ильинский раскоп (Стратиграфия и хронология) // Археологическое изучение Новгорода. М. 1978;
- Колчин Б. А., Янин В. Л. Археологии Новгорода 50 лет // Новгородский сборник. 50 лет раскопок в Новгороде. М., 1982.
- Хронология новгородских древностей // Новгородский сборник. 50 лет раскопок в Новгороде. М., 1982. С. 156-177.